# Ачем
Ачем — (самоназвание ачим, аким) — народ в Гане, субэтнос аканов. Подразделяются на четыре группы: ачем ашанти, ачем абваква, ачем котоку, ачем босом.
Придерживаются традиционных верований, часть — протестанты, католики.
Населяют Восточную область на юге Ганы. Внутреннее устройство матрилинейное. Ачем, в зависимости от метода подсчета, составляют 3—4 % и весьма широко представлены во всех сферах общества Ганы.
Легенда гласит, что ачем были храбрыми воинами, сумевшими построить процветающее и сравнительно независимое государство на территории современной Ганы.
В дискуссиях о истории Ганы часто упоминается «большая шестерка» — люди, оказавшее ключевое влияние на обретение страной независимости. Среди «большой шестерки» люди из народности ачем составляют большинство.